# Johann Evangelist Altinger

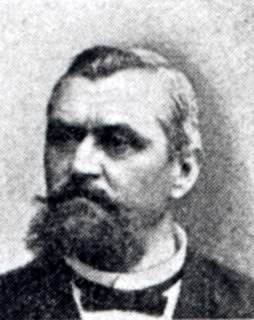
Johann Evangelist Altinger (um 1900)

Johann Evangelist Altinger (* 27. Dezember 1844 in Ostermünchen; † nach 1899) war ein bayerischer Cafetier und Hotelier.

## Werdegang
Altinger war Inhaber eines Kaffeehauses und Realitätenbesitzer in München sowie eines Hotels in Tegernsee.
Als Vertreter des Wahlkreises München I gehörte er von 1893 bis 1899 der Kammer der Abgeordneten des Bayerischen Landtags an. Er war katholisch und politisch liberal.